# 舟木重彦
舟木 重彦（ふなき しげひこ、1900年（明治33年）3月15日 - 1951年（昭和26年）3月6日）は、昭和時代の日本の図書館学者。図書分類法、件名目録法の権威。

## 経歴・人物
石川県金沢市にて生まれ、高知県で育つ。1924年に第四高等学校を卒業し、東京帝国大学文学部文学科に入学。1927年に同学部独逸文学科を卒業。同年12月から1928年3月まで姫路高等学校講師を務めたのち、千葉高等園芸学校で英語とドイツ語の講師を勤める。1931年に帝国図書館に入り、1947年、文部省図書館職員養成所の初代所長となる。1950年に海外の図書館事業調査のため渡米し、翌年3月の帰国直後に死去。

## 著作
単著
- 『盲人国物語』拓南社、1943年。
- 『世界名作大観. ドイツ篇』労働文化社、1948年。